# Ifjúsági Keresztény Egyesület
Az Ifjúsági Keresztény Egyesület (IKE) protestáns diákegyesület az I. világháború után Kolozsvárt. Működött a két világháború és 1945-1948 közt, fennállásuk alatt 4 konferenciát tartottak. 1948-ban politikai okokból oszlatták fel. 1990-ben újraindult.

## Előzmények (1883–1921)
Az ökumenikus és nemzetközi jellegű YMCA első magyar szervezete 1883-ban jött létre Budapesti KIE (Keresztyén Ifjak Egyesülete) néven. Megalakítói közt az akkor induló belmisszió nagy alakjait (Szilassy Aladár, Kenessey Béla, Szabó Aladár) találjuk. A Budapesti KIE alapszabályzatának kormányzati elfogadása 1892-ig elhúzódott, mivel sokáig antiszemita egyesületet gyanítottak mögötte. Ennek tulajdonítható többek közt, hogy az országos szervezet kiépítése is csak későn, 1902-ben indult meg, akkor viszont annál nagyobb lendülettel. Az 1912-ben körvonalazott tevékenységi terület jól mutatja az IKE munkájának átfogó jellegét: a vallásos alkalmak mellett az ismeretterjesztő- és szépirodalom olvasására, a sportra és az éneklésre is hangsúlyt fektettek.
1912-ben már Kolozsváron is létezett a református teológiai hallgatók által működtetett Bethlen Gábor Kör (vezetője ifj. Révész Imre, későbbi neves egyháztörténész), melynek hangsúlyozottan református hitvallásos jellege volt. Részben az ugyanott beinduló Bethánia (CE) mozgalom (elsősorban ennek vezetője: Kecskeméthy István), részben pedig Ravasz László teológiai tanár hatására 1919-re a Bethlen Gábor Kör egyre inkább evangéliumi szellemet nyert és engedett felekezeti merevségéből. Az erdélyi IKE-mozgalom fellendüléséhez azonban a végső lökést az I. világháború okozta trauma és az impériumváltás sokkja adta: megdőlt a folytonos haladásba vetett hit, és az emberek nyomorúságukban ismét bűnbánattal kezdték keresni Istent.

## A két világháború és 1945-1948 közt
Az Erdélyi IKE-t 1921. február 28-án alakította meg 30 teológiai hallgató a kolozsvári Református Teológián. Első elnöke Kecskeméthy István volt. Alapszabályzatát (melyet Vásárhelyi János, a későbbi püspök szerkesztett), 1922-ben fogadta el az Erdélyi Református Egyház Igazgatótanácsa. Jelentős különbség volt az akkori és mai IKE között az a tény, hogy az előbbi kiterjedt a partiumi részekre is, ugyanakkor pedig nem volt bejegyzett jogi személy, hanem a Református Egyház ifjúsági mozgalma, mivel az egyházi vezetés a román hatóságok gáncsoskodásától tartott. A megalapításban játszott református teológusi szerep mellett erre a tényre vezethető vissza az Erdélyi IKE szoros összekapcsolódása a református felekezettel – de ökumenikus jellegét nem veszítette el. Fő tevékenységét a bibliaórák tartásában, a misszióban és a szociális jellegű munkában jelölte meg.
Már a kezdetektől jelentkeztek olyan örökzöld problémák, mint az anyagi alapok előteremtésének nehézsége vagy a Nemzetközi YMCA tagság (ahol az Erdélyi IKE nem volt hajlandó a román szervezet részeként megjelenni).
Az Erdélyi IKE munkájában a két világháború közti egyházi szellemi elit színe-java vett részt (lásd alább), ugyanakkor viszont sok lelkipásztor ellenségesen vagy közömbösen viszonyult a belmissziói és az IKE munka iránt, pietista jellegűnek csúfolva azt.
Az IKE csoportok elterjedését vizsgálva szembetűnő, hogy az 1920'-1930'-as években a tömbmagyar területeken (elsősorban Háromszéken) a mozgalomnak nem volt sikere, annál inkább a Marosi Esperességben, a református kollégiumokban (legaktívabbak: Nagyenyed, Zilah, Kolozsvár), sőt még a legeldugottabb szórványban is (pl. a Zsil-völgyi Aninósza, a zarándi Körösbánya, stb.).
Tanár-irányítója 1924-ig Kecskeméthy István, majd Imre Lajos, 1935–36-ban Maksay Albert, utána Nagy András. 1937–38-ban Imre Lajos és Szabó T. Attila irányításával faluszemináriumot indítottak. Az IKE ifjúsági vezetői közül jelentős szerepet játszott Bedő Béla, Benedek Géza, Borbáth Dániel, László Dezső, M. Nagy Ottó, ifj. Nagy Géza, Tonk Emil, Varga László.
Kiadóvállalata az Ifjú Erdély c. folyóiratot jelentette meg; később könyvekkel is jelentkezett. Legsikerültebb kiadványai A mi játékaink (Jenei Sándor és Nagy Ödön munkája, Kolozsvár, 1936) és A mi dalaink c. kottás dalgyűjtemény (Berecky Sándor szerkesztésében, Kolozsvár, 1936); ez utóbbi nyolc kiadást ért meg.
A helyi csoportokkal való kapcsolattartás volt az egyik fő tevékenységi terület. Ezt szolgálta a református kollégiumok végiglátogatása (1923/1924), a több ezer előfizetővel bíró, változatos tartalmú Ifjú Erdély című lap beindítása (1923, főszerkesztő: Imre Lajos), az 1927-ben induló csoportok közti levelezési kampány, illetve az 1926-ban felállított utazótitkári állás, melynek betöltői közül László Dezső emelkedik ki, aki hosszú szolgálata (1927-1933) alatt valamennyi városi csoport mellett még 250 falusi IKE-csoportot is meglátogatott.
Jelentős események voltak az akkori IKE történetében a konferenciák: 1925-ig csak tavasszal kerültek megrendezésre Kolozsvárott, utána viszont tavasszal és nyáron is, változó helyszínnel, hogy a teljes Erdélyt lefedjék. Legnagyobb hatása az 1926-i sáromberki nyári konferenciának volt. A kiváló előadások és lelki alkalmak mellett ekkor alakult meg az IKE Szenior Osztálya (Tonk Emil orvostanhallgató irányítása alatt) és született meg a Főiskolás IKE (=FIKE) ötlete, amely spontánul laikusok révén szerveződött (nem volt FIKE-lelkész!) és 1929-től rendszeresen tartott külön konferenciákat a középiskolát végzett fiatalok számára.
Az Erdélyi IKE más rokon szervezetekkel is kapcsolatba lépett. Érdekes módon a iaºi-i és bukaresti román bibliakörös csoportokkal is szerveztek közös konferenciákat (1923-1927), amelyeken a magyar értelmiségiek mellett a magyar fiatalok körében is népszerűségnek örvendő hivő román előadók (Gala Galaction, Nae Ionescu, Nichifor Crainic) is meghívottak voltak. Mégis 1927 után a rossz tapasztalatok nyomán ez az együttműködés elsorvadt. A Nemzetközi IKE-vel való kapcsolattartás rendjén az Erdélyi IKE 1929-től bekapcsolódott az egyetemes ifjúsági imahét helyi megszervezésébe.
Az 1930'-as évek második felében az IKE-munka egyre jobban összefonódott a falukutatási és népiségi mozgalommal, mert a fasizmus és a kommunizmus szélsősége között ez a „harmadik út" tűnt a leginkább összeegyeztethetőnek a keresztyén társadalmi élettel. Ezen jelleg felerősödésének terméke az IKE által kiadott eredeti erdélyi népdalgyűjtemény-sorozat (A mi dalaink), melynek összegyűjtésében jelentős szerepet vitt Hegyi István IKE-utazótitkár.
1940-1944 között, az ú.n. „kis magyar világ"-ban az Erdélyi IKE legjelentősebb tevékenysége a szórványmunka lett, amelyet elsősorban a FIKE tagjai végeztek Hermann János teológiai hallgató irányításával. Párosával (egy-egy teológiai hallgató és egy-egy laikus egyetemista) járták a pap és iskola nélküli Kolozsvár környéki szórványokat (ezek megközelítéséhez a hadsereg biztosított négy gépkocsit), istentiszteletet, vasárnapi iskolát tartottak, de orvosolni próbálták a helybeliek ügyes-bajos jogi vagy egészségügyi problémáit is. A II. világháború után Victor János lett a KIE elnöke, nemzeti titkára gróf Teleki László. 1943. december 5-én Ravasz László püspök avatta fel a józsefvárosi Vas utca 2/c alatt a KIE Nemzeti Szövetség gróf Teleki Pálról elnevezett új székházát, valamint benne a protestáns helyőrségi templomot.
1944-1945-ben a német megszállás, a front átvonulása, a „Maniu-gárdisták" garázdálkodásai, a szovjet katonai uralom, majd a román visszatérés egy időre megakasztotta az IKE-munkát, hogy aztán annál nagyobb hatással térjen vissza 1945-ben. Az 1945-1948-ig tartott IKE-konferenciák (1945-Kolozsvár, 1946-Szucság, 1947-Egerbegy, 1948-Zsibó) sokak szerint nemcsak a fiatalok, hanem az egész erdélyi magyar társadalom számára útmutató jelleggel bírtak a háború nyomorúságai utáni tanácstalanságban és kétségbeesésben. Már az első alkalommal, bibliai példák kapcsán elhangzott, hogy neki kell fogni az újjáépítésnek, de az új bálványoknak (l. kommunizmus) nem szabad szolgálni. A legnagyobbikon, a szucsági konferencián az erdélyi szellemi elit jeles tagjai is részt vettek, nemcsak előadókként (pl. Buza László jogász, László Gyula régész, Szabédi László költő), hanem a hallgatóságban is (Dezső Lóránd csillagász, Gellért Sándor költő, Szabó T. Attila nyelvész, Jakó Zsigmond történész, Gy. Szabó Béla képzőművész, stb.).
A hatalomra kerülő kommunista rezsim azonban egyre jobban akadályozta az egyesületi munkát. A FIKE-bibliaórákat provokátorok rontották meg, az oda járókat egyetemről való kicsapással fenyegették, az egerbegyi konferenciát a pénzbeváltás miatt kellett a harmadik napon félbeszakítani, a zsibóit rendőrök oszlatták fel (bár végül sikerült megtartani). 1947-ben már az Ifjú Erdélyt sem lehetett kiadni, 1948-ban pedig feloszlatták az IKE-t és FIKE-t egyaránt. A régi IKE-sek közül többen börtönbe kerültek (főleg 1956 után), de személyes példájuk és a konferenciák szellemisége még sokáig erőt adott az erdélyi magyarságnak és azt eredményezte, hogy az kb. 1960-ig megfelelő tartással viselte a diktatúra súlyát.
Budapest ostroma során a Vas utcai székház imaterme súlyos károkat szenvedett, a főváros akkor legkorszerűbb orgonájaként számon tartott hangszere pedig megsemmisült. Helyreállítására még 1946 májusában a Magyar Állami Operaház énekeseinek közreműködésével jótékonysági koncertet tartottak, azonban – bár még a Rajk László által kiadott, haszontalannak ítélt egyesületeket feloszlató BM rendeletet megúszta a KIE, de – szeptemberben Szondi Bélát, az egyesület lapjának, a Magyar Ifjúság szerkesztőjét népellenes bűntettért 5 év börtönre ítélték. A egyesülettel végül 1950. május 16-án sikerült – a korszak szokása szerint – kimondatni a megszűnést, mely egyúttal az ingatlanvagyon állami tulajdonba vételét is jelentette. A Színház- és Filmművészeti Egyetem az 1950-ben kapta meg az épületet, mely átépítésére 1958–1959-ben került sor. A protestáns helyőrségi templom helyén 1959. február 19-én nyílt meg az Ódry Színpad, mely a növendékek által előadott darabok nyilvánosságának volt hivatott helyt adni.

## 1990 után
Már a Ceauºescu-diktatúra utolsó, legsötétebb éveiben is érezhetően megnőtt az ifjak érdeklődése a hitbeli élet iránt. Az 1989. decemberi változás után a templomok hirtelen megteltek fiatalokkal és gombamód szaporodtak az ifjúsági csoportok. Nyomban 1989 decemberében megnyilvánult az igény az IKE újraidítására: ismét a Református Teológiáról indult a kezdeményezés, ahol Sógor Géza elnökletével bizottság alakult e célból.
Az újjáalakuló Erdélyi IKE története sok tekintetben hasonló fejlődést mutat az egyetemes egyház történetével: eleinte a kezdeti fellángolás és eufória, a meg nem szilárdult szervezet jellemezte, amit aztán szakadások követtek, majd a rendszerzést elvégző zsinatok (az IKE esetében közgyűlések) és kanonizálás (ill. alapszabályzat). Ugyanakkor meghökkentő párhuzamokat találunk a két világháború közti IKE történetével, pl. a CE Szövetséggel való kezdeti összefonódás tekintetében. Ahogy egykor Kecskeméthy Istvánnal indult az IKE, úgy 1989 után is a Szövetség jelentős személyiségei vették ki a részüket az Egyesület újjászervezésében: a (még be nem jegyzett) IKE első titkára Horváth Levente, a Munkatársképző Tanfolyam (MKT) vezetője R. Szabó István volt. Előbbit 1992-ben a CE-vel összezördülő egyházkerület állította félre, utóbbi elvi (hitértelemzési) konfliktus miatt állt ki az IKE-ből.
A sokáig sikertelen szervezési és bejegyzési kísérletek (már 1991-ből ismerünk Alapszabály-tervezetet!) után az enyedi ifjúsági közgyűlés (1992) háromtagú bizottságot nevezett ki (Orosz Réka, Makkai Péter, Szabó Csongor), mely végül kidolgozta az IKE Alapszabályzatát. Ezt 1993. december 11-én az illyefalvi közgyűlés fogadta el, ekkor az IKE már 16 fiókszervezettel rendelkezett. 1994-ben pedig sikerült bejegyeztetni a szervezetet mint az Erdélyi Református Egyházkerület által létrehozott, de önálló jogi személyiséggel bíró egyesületet.
A megalakult IKE indulása meglehetősen szerény volt: nem rendelkezett saját központtal, hanem a Kolozsvár-Felsővárosi református gyülekezet irodájában húzta meg magát, egyetlen fizetett alkalmazottja volt (az irodavezető), egy nagy éves programot (MKT) bonyolított le, amely mellett a rendszeresen Csernátonban, spártai körülmények közt megrendezett ifjúsági konferenciák vehetők számba. Sajnos az Ifjú Erdély újraindítása nem járt tartós sikerrel.
A Sankt Gallen-i IKE-vel, személyesen pedig Dölf Wederrel kialakított kapcsolat, ill. a részükről jövő támogatás tette lehetővé a kibontakozást. Új projektek indultak (a csoportokat látogató Karaván, politikusképző tanfolyamok), 1995/1996-ban átszervezésre került az MKT. Az erdélyi magyar szervezetekkel való kapcsolatok kiépítését a Magyar Ifjúsági Tanács (MIT) megalakulása (1995) jelzi, melynek az IKE is alapító tagja. Nagy feladat volt és maradt az Európai YMCA (EAY)-tagság kérdése (ugyanazon problémák merültek fel, mint 1921 után): ennek elérése érdekében született meg a Királyhágómelléki IKE-vel kötött Föderáció, mely 2001-ig (a másik fél működésképtelenné válásáig) állt fenn. Ám a nemzetközi partnerek (skótok, írek, angolok) támogatása ellenére sem sikerült mindmáig az EAY-tagság kérdését rendezni. A felsoroltak mellett különösen fontos volt a sziléziai német CVJM-mel, újabban pedig a dániai FDF-fel való kapcsolat, amely elsősorban csereprogramok lebonyolítását eredményezte.
Jakab István titkárságához (1997-2004) köthető az IKE-munka fellendülése. Alatta sikerült megszilárdítani a szakosztályi rendszert: megalakultak a sport-, zene- és gyerekszakosztályok, 1998-ban pedig újraindult a FIKE Pályi Anna egyetemi lelkész (1998-1999) és Kelemen Melinda szervezésében. E szakosztály tevékenysége és népszerűsége 2002-ben, Bartos Károly egyetemi lelkész szolgálatba állásával látványos növekedésnek indult (150-200 egyetemista az istentiszteleteken). Szintén az ezredforduló idején épült fel az IKE kolozsvári központi irodája, melynek avatására 2001-ben, az IKE 80. születésnapján került sor. Ugyanebben az évben indultak újra és váltak rendszeressé a nyári IKE-találkozók (2001: Csernáton, 2002: Vámosgálfalva, 2003: Bálványosváralja, 2004: Algyógy, 2005: Sáromberke), melyek több száz erdélyi fiatalt mozgatnak meg évente, illetve született meg a Várom az Urat adventi ökumenikus koncert hagyománya (Kolozsvár). 2003-ban pedig először került sor az Országos IKE-Sportnapok megszervezésére Sepsiszentgyörgy helyszínnel.
A 2000-ben megválasztott új egyházi vezetés hathatós támogatása az IKE terjeszkedését jelentős mértékben elősegítette. 2003-ban a Kerület 20 évre koncesszióba adta az Egyesületnek az algyógyi táborhelyet, egyúttal pedig Marosvásárhelyre egyetemi lelkészt nevezett ki. Ugyanezen évben (a helyi esperességek támogatásával) megszületett a marosvásárhelyi területi iroda is, amely immár az IKE-munka régiókra való lebontását jelezte. A tendencia a regionális MKT-k beindulásával folytatódott, majd 2005 őszén a helyi ifjúsági szervezetekkel kötött Kálnoki Egyezmény folytán létrejött egy sepsiszentgyörgyi „virtuális" IKE-iroda (virtuális, mert még nincs székhelye).
2003 és 2005 között az újabb hullámvölgy következett, amely részben az anyagi nehézségeknek, elsősorban azonban az IKE-ben lezajló nemzedékváltásnak tulajdonítható: sorra kiléptek a tevékenységből az alapítás óta jelenlevő vezetők (Jakab István, Orosz Réka, Makkai Péter). A 2005 novemberében tartott tisztújítás után stabilizálódott a helyzet, az új elnökség által kidolgozott stratégia pedig újabb lendületet látszik adni az egyesületnek.
Az 1990'-es évek eleji hirtelen fellángolásban, mint arról szó volt, rengeteg ifjúsági csoport alakult, amelyeket azonban nem fogott össze egy egységes szervezet, hiszen az Erdélyi IKE még be sem volt jegyezve. Az évtized végére legtöbbjük felvette a kapcsolatot a központi szervezettel, kevés volt azonban az olyan, amely aktív szerepet vállalt volna annak tevékenységében. Emiatt az egyházmegyei szervezetek hamar kifulladtak, az IKE országos közgyűlései pedig gyakran határozatképtelenek voltak, hiszen az elvileg 60-70 IKE-csoportnak csak töredéke jelent meg. Ennek orvoslására a 2002. évi marosvásárhelyi közgyűlés a teljes jogú tagságot egy minimális, a csoport nagyságával arányos tagsági díj fizetéséhez kötötte. A tagdíjfizető csoportoknak nyújtott előnyök mellett azonban az IKE továbbra is kötelezte magát a csupán „pártoló" tagok támogatására is.
Az IKE-csoportok megoszlása 2000 után nagyjából a református magyarság eloszlását követi: vannak ugyan szórványbeli csoportok is (mintegy féltucat), elsősorban azonban Kolozsváron és Kalotaszegen, Marosvásárhely és Csernáton környékén tömörülnek, a Kálnoki Egyezmény óta pedig Sepsiszentgyörgy környéki ifik lépnek be sorra az IKE-be. Bár a gyors nemzedékváltások miatt sok régi csoport bomlik fel, egyúttal viszont újak alakulnak és lépnek be az IKE-be, így a taglétszám nemhogy fluktuálna, hanem inkább lassan növekszik.
Lapjuk 1990-1995-ig a Kiáltó Szó, amely anyagi problémák miatt 1995-ben szűnt meg.
Újabb elnevezése: Erdélyi Keresztyén Ifjúsági Egyesület, rövidítés IKE maradt.